# Сандоян, Эдвард Мартинович
Эдва́рд Мартинович Сандоя́н (арм. Էդվարդ Մարտինի Սանդոյան; род. 4 июня 1961, Ереван) — армянский государственный и общественный деятель, доктор экономических наук, профессор. Министра финансов и экономики Армении (1998—1999). Ректор Российско-армянского университета (2023—н. в.).

## Образование
- 1993—1994 — Докторантура — Академия народного хозяйства при Правительстве РФ, Москва
- 1983—1987 — Аспирантура по специальности «Экономика, организация и управление народным хозяйством и его отраслями» — Ереванский государственный политехнический институт, Ереван
- 1981—1983 — Факультет Экономики и организации машиностроительной промышленности — Диплом с отличием — Ереванский государственный политехнический институт, Ереван
- 1978—1981 — Факультет Организации управления в машиностроительной промышленности — Московский институт управления, Москва
- 1968—1978 — Средняя школа N 71, Ереван — Золотая медаль

## Специальность, квалификация, ученые степени и звания
- 1983 — Инженер-экономист, специализация: «Экономика и организация машиностроительной промышленности», Ереванский государственный политехнический институт, Ереван
- 1987 — Ученая степень «Кандидат экономических наук», Высшая Аттестационная Комиссия (ВАК) СССР, Москва
- 1991 - Ученое звание «Доцент по кафедре Экономики и организации машиностроительной промышленности», Государственный комитет СССР по народному образованию, Москва
- 21 февраля 2001 — Сертификат о профессиональной квалификации No 0003 (квалификация на осуществление профессиональной деятельности на рынке ценных бумаг), Комиссия Республики Армения по ценным бумагам, Ереван
- 1 июня 2007 — Ученое звание «Профессор Российско-Армянского (Славянского) государственного университета», ГОУ ВПО Российско-Армянский (Славянский) университет, Ереван
- 26 марта 2008 — Ученая степень «Доктор экономических наук», Высшая Аттестационная Комиссия (ВАК) РА, Ереван
- 02 июля 2008 — Ученое звание «Профессор по специальности экономика», Высшая Аттестационная Комиссия (ВАК) РА, Ереван
- 29 мая 2009 — Ученая степень «Доктор экономических наук», Федеральная служба по надзору в сфере образования и науки РФ, Москва
- 8 июня 2023 — Ректор Российско-армянского университета.

## Деятельность
- Июнь 2023 по н/вр — Ректор, Председатель Ученого совета Российско-Армянского Университета
- Май 2012 по июнь 2023 — Директор, Председатель Ученого совета Института экономики и бизнеса Российско-Армянского Университета
- Сентябрь 2009 по н/вр — Руководитель Бизнес-школы Российско-Армянского (Славянского) Университета
- Июнь 2007 по н/вр — Профессор кафедры экономики и финансов Российско-Армянского (Славянского) Университета
- Июнь 2004 — май 2012 — Проректор по развитию университетского образования Российско-Армянского (Славянского) Университета
- Май 2004 — февраль 2005 — Советник Председателя Правления ЗАО «Армсбербанк», Ереван
- Июнь 2003 — май 2004 — Советник по программе развития рынков капитала в Армении -PricewaterhouseCoopers (IBM Business Consulting Services — USAID)
- Март 2002 по н/вр — член Ученого совета Российско-Армянского (Славянского) Университета
- Март 2002 — сентябрь 2017 — Заведующий кафедрой экономики и финансов Российско-Армянского (Славянского) Университета
- Сентябрь 2001 — апрель 2004 — Заместитель Председателя Совета, Председатель Комитета по стратегическому развитию ЗАО «Армсбербанк», Ереван
- Июнь 2003 — май 2004 -Советник, Программа развития рынка капитала в Армении
- Февраль 2001 — апрель 2003 — Председатель Наблюдательного совета СРО «Армянская Фондовая Биржа», Ереван
- Январь 2000 — май 2004 — Доцент Кафедры экономики труда Армянского государственного экономического университета
- Декабрь 2000 — ноябрь 2002 — Заместитель Председателя в Ассоциации Банков Армении
- 1999—2000 — Генеральный исполнительный директор, Председатель Правления ОАО «Армагробанк», Ереван
- 1998—1999 — Министр финансов и экономики Республики Армения
- 1994—1998 — Начальник Главного управления надзора, регулирования и лицензирования Центрального Банка Республики Армения
- 1993—1994 — Президент ЗАО «Армаудит Сервис», Ереван
- 1993—1994 — Заместитель Председателя Правления Коммерческого банка «Албанк», Москва
- 1991—1993 — Заместитель Начальника налоговой инспекции РА — Заместитель Министра РА
- 1988—1991 — Доцент кафедры Экономики и организации машиностроительной промышленности Ереванского государственного политехнического института (в настоящее время — Государственный инженерный университет Армении) — Президент страховой компании «Менуа» — Заместитель Председателя Правления Коммерческого банка «Масис», Ереван
- 1988—1989 — Член постоянной комиссия по разработке стратегии реформирования экономики при социально-экономическом отделе ЦК КП Армении
- 1986—1988 — Старший научный сотрудник научно-исследовательской лаборатории НОТиУП министерства электротехнической промышленности СССР, Ереван
- 1986—1988 — Ассистент, затем — доцент кафедры Экономики труда и управления Ереванского института народного хозяйства (в настоящее время — Армянский государственный экономический университет)
- 1983—1986 — Стажер-исследователь кафедры Экономики и организации машиностроительной промышленности, секретарь комсомольской организации факультета Ереванского государственного политехнического института

## Другая деятельность
- 2024 по н/вр. — Главный редактор, Периодическое издание “Вестник Российско-Армянского университета (серия: гуманитарные и общественные науки)”, Ереван
- 2023 по н/вр. — Председатель совета, Специализированный совет 008 ВАК РА при Российско-Армянском (Славянском) университете, Ереван
- 2023 по н/вр. — Председатель Ученого совета Университета, СГОУ ВПО Российско-Армянский (Славянский) Университет, Ереван
- 2021- 2023 — Научный руководитель темы исследования «Подходы к краткосрочному преодолению экономических спадов путем модернизации банковского регулирования и денежно-кредитной политики в РА», Госкомнауки РА (тематическое финансирование)
- 2021- 2023 — Научный консультант и исполнитель исследований «Использование фискальной и отраслевой политик для выхода из экономического кризиса и обеспечения стабильного экономического роста в РА», Центральный банк Армении, Фонд «Центр поддержки экономического образования и исследований»
- 2020 - 2021 — Соисполнитель (эксперт) научно-исследовательской работы для официального использования Евразийской экономической комиссией по теме «Оценка макроэкономического потенциала выпуска продукции в Евразийском экономическом союзе и анализ перспективных направлений формирования цепочек добавленной стоимости в целях повышения потенциала выпуска и обеспечения условий для научно-технологического прорыва союза» в составе консорциума (РФ — ИНП РАН, Москва; РК — ИЭИ при Министерстве экономического развития Республики Казахстан; РА — РАУ) под общей координацией Института народнохозяйственного прогнозирования РАН РФ, Евразийская экономическая комиссия
- 2019 по н/вр. — Член редакционного совета, Международный научный журнал «Теория и практика общественного развития», Издательский Дом «Хорс», Краснодар, РФ
- 2019 по н/вр. — Член редакционного совета, Международный научный журнал «Общество: политика, экономика, право», Издательский Дом «Хорс», Краснодар, РФ
- 2018 по н/вр. — Член редакционного совета, Международный научный журнал «Общество: социология, психология, педагогика», Издательский Дом «Хорс», Краснодар, РФ
- 2018 по н/вр. — Член редакционного совета, Международный научный журнал «Общество: философия, история, культура», Издательский Дом «Хорс», Краснодар, РФ
- 2018 по н/вр. — Член редакционной коллегии, Журнал «Финансы: теория и практика (Finance: Theory and Practice)», Москва, РФ
- 2018—2020 гг. Научный руководитель темы исследования «Налоговые и денежно-кредитные механизмы стимулирования экономического роста в Республике Армения в условиях ЕАЭС», Госкомнауки РА (тематическое финансирование)
- 2018—2019 гг.- Соруководитель научно-исследовательской работы для официального использования Евразийской экономической комиссией по теме «Анализ институциональных особенностей и совершенствование основ институциональной структуры функционирования внутреннего рынка Евразийского экономического союза без барьеров, изъятий и ограничений» в составе консорциума (РФ — ФУ, Москва; РА — РАУ и «Аваг Солюшнс», Ереван; РК — Финансовая Академия, Астана; КР — РКУ, Бишкек; Беларусь — БГУ, Минск) под общей координацией Финансового университета при Правительстве; Российской Федерации Евразийская экономическая комиссия
- Июль 2017 по н/вр. — Член совета ЗАО «Арцахбанк», Ереван
- Июль 2017 по н/вр. — Член Попечительского Совета Сетевого финансового института Евразийского сетевого университета, Ереван-Минск-Астана-Бишкек-Москва-Санкт-Петербург
- 2016 — 2019, 2021- Научный руководитель темы исследования «Политика финансового регулирования в РА: оценка и перспективы развития», финансируемой Министерством образования и науки РФ.
- 2015 по н/вр. — Член редколлегии Журнала "Вестник Новосибирского государственного университета (НГУ): Социально-экономические науки, Новосибирск, РФ
- 2015 по н/вр. — Член редакционного совета журнала «Contemporary Geopolitics and International Relations», Рим
- 2015 — 2017 — Научный руководитель темы исследования «Модернизация валютного регулирования в Армении в контексте экономических кризисов 2008—2009 гг. и 2014—2015 гг.», Госкомнауки РА (тематическое финансирование).
- 2015 — 2016 — Соисполнитель темы исследования (НИР) «Формирование денежно-кредитных и валютных механизмов обеспечения финансовой стабильности и экономического роста с учетом перспектив интеграции ЕАЭС» в составе Финансового университета при Правительстве Российской Федерации, финансируемой Евразийской экономической комиссией.
- 2015 — 2016 — Научный руководитель темы «Модернизация системы регулирования финансовых институтов и рынков», финансируемой Министерством образования и науки РФ.
- 2015 — 2016 — Председатель Государственной Экзаменационной Комиссии Армянского Государственного экономического университета
- 2014 по июнь 2023  — Заместитель председателя Специализированного совета 008 ВАК РА при Российско-Армянском (Славянском) университете, Ереван
- 2014 по н/вр. — Член редакционного совета журнала «Global Policy and Governance», Рим
- Январь 2014 по Декабрь 2015 — Член Специализированного совета 008 ВАК РА при Европейской региональной образовательной академии, Ереван
- 2014—2015 — Соисполнитель проекта «Развитие академических программ Публичного администрирования в странах Южного Кавказа на основе принципов администрирования ЕС» — Visegrad Fund, NISPAcee — Сеть институтов и школ публичного администрирования Центральной и Восточной Европы
- 2013 — 2015 — Научный руководитель темы исследования «Модернизация системы регулирования институтов финансового посредничества в Армении» — Госкомнауки РА
- 2012—2013 — Научный соруководитель темы исследования «Макроэкономическая моделирование экономик России и Армении» (Совместно с ЦЭМИ РАН) — РГНФ РФ, Госкомнауки РА
- 2012—2014 — Руководитель программы «Миграция и высшее образование: развитие навыков и способностей», реализуемой в РАУ (в составе консорциума университетов Европы, Грузии и Армении) — TEMPUS «UNIMIG»
- 2012 — Член редакционного совета сборника научных трудов по материалам XXII-ой научной конференции «Проблемы повышения конкурентоспособности национальной экономики», Армянский Государственный экономический университет, Ереван
- 2011—2014 — Член редакционного совета Журнала «Евразийский экономический обзор», Астана, Казахстан
- Сентябрь 2010 — декабрь 2013 — Ученый секретарь Совместного совета ВАК Министерства образования и науки РФ по защите кандидатских и докторских диссертаций ГОУ ВПО «Российско-Армянский (Славянский) университет», Института экономики РАН и ГОУ ВПО «Финансовая академия при Правительстве Российской Федерации», Москва-Ереван
- 2010 по н/вр. — Член редакционной коллегии Журнала "Вопросы регулирования экономики «, Ростов-на-Дону, РФ
- 2010 — 2015 — Член редакционного совета Журнала „ЭФИ: экономика, финансы, исследования“, Астана, Казахстан
- Сентябрь 2009 по 2014 — Член международного совета журнала „Управленец“ Уральского государственного экономического университета», Екатеринбург, РФ
- Май 2009 — декабрь 2013 — Член Специализированного совета 014 ВАК РА при Армянском государственном экономическом университете, Ереван
- Март 2009 по н/вр. — Член редакционной коллегии журнала «Известия Уральского государственного экономического университета», Екатеринбург, РФ
- Май 2008 — 2015 — Член Координационного Совета Ассоциации «Евразийский экономический клуб ученых», Астана, Казахстан
- 2007—2014 — Член редакционной коллегии журнала «Информационные технологии и управление», Ереван
- 2006 по н/вр. — Член редакционной коллегии периодического издания «Сборник научных статей по материалам Годичных научных конференций Российско-Армянского (Славянского) университета (раздел: социально- гуманитарные науки)», Ереван
- 2006 по н/вр. — Член Совета научных консультантов по секции «Финансы, банковское дело, страхование и денежно-кредитная политика» ассоциации университетов Центральной и Восточной Европы, Международный институт прикладных исследований переходного периода, Рим, Италия
- 2006 по н/вр. — Член редакционного совета Журнала «Transition Studies Review», Springer, Рим-Вена
- 2006—2011 — Член Совета Союза выпускников Ереванского политехнического института (ГИУА)
- 2006—2010 — Председатель Государственной Экзаменационной Комиссии Армянского Государственного экономического университета
- 2006 по н/вр. — Член Научно-методического совета по направлению экономика УМО по классическому университетскому образованию РФ, Москва
- 2006—2008 — Главный эксперт проекта «Изучение конкурентоспособности и состояния систем управления финансовыми ресурсами предприятий в РА» Центрального Банка Республики Армения, Ереван
- 2005—2006 — Директор проекта "Внедрение кредитной системы в совместной образовательной программе РАУ и ГИУА «Экономическая информатика и информационные технологии» Института Открытого Общества. Фонд Содействия — Армянский филиал, Ереван
- 2003 по 2024 — Член редакционной коллегии периодического издания «Вестник Российско-Армянского университета (серия: гуманитарные и общественные науки)», Ереван
- Сентябрь 2002 по июнь 2023 — Член Ученого совета ГОУ ВПО Российско-Армянского (Славянского) Университета
- 2001—2006 — Председатель Союза выпускников Ереванского политехнического института (ГИУА)
- 2001—2005 — Председатель Государственной Экзаменационной Комиссии Государственного инженерного университета Армении
- 1999—2007 — Член Совета попечителей Государственного инженерного университета Армении

## Другая деятельность в прошлом
- Международный Валютный Фонд (IMF), Гавернер (Governor) от Республики Армения
- Всемирный Банк (World Bank), Гавернер (Governor) от Республики Армения
- Европейский Банк Реконструкции и Развития (EBRD), Руководитель делегации страны от Республики Армения
- Всеармянский фонд «Айастан», Ереван, Член Совета Попечителей
- Международная Ассоциация Бирж СНГ, Москва, Член Совета
- Программа развития ООН (UNDP), Национальный эксперт
- В 2002—2005 гг. участвовал в работе программ, финансируемых Фондом «Евразия»; Центром «Armenian-European Policy and Legal Advice Centre» (AEPLAC); Организациями Cambridge-Yerevan Sister City Association and the US Department of State Bureau of Educational and Cultural Affairs в качестве Эксперта и Консультанта.
- В 2004—2005 гг. осуществлял научное руководство фундаментальными научно-исследовательскими работами, выигранными по тендеру в рамках Федеральных целевых программ Минобрнауки РФ в области разработки концепции развития финансовых рынков стран с переходной экономикой.
- Фонд «Финансово-банковский колледж», Ереван, Член Совета попечителей
- Журнал «Управление: теория и практика», Член редакционного совета
- Журнал «Экономика», Член редакционного совета

Также являлся Председателем, членом различных комиссий Правительства РА; Председателем Комиссий по Лицензированию, Санкциям Центрального Банка РА; Председателем Комиссии по жалобам государственной налоговой инспекции РА; Председателем Государственной Экзаменационной Комиссии Ереванского государственного института экономики и др.
ОРГАНИЗАЦИЯ НАУЧНЫХ КОНФЕРЕНЦИЙ
- XVII-й международный экономический форум, Крыница, 5-8 сентября 2007, Модератор панели «Будущее банковской системы в странах, проходящих трансформацию, и европейская финансовая интеграция»
- XVIII-й международный экономический форум, Крыница, 10-13 сентября 2008, Модератор панели «Развитие финансового сектора в постсоветских странах в контексте Евроинтеграции»
- XIX-й международный экономический форум, Крыница, 9-12 сентября 2009, Модератор панели «Посткризисные проблемы модернизации финансовых рынков в странах переходного периода»
- XXI-й международный экономический форум, Крыница, 7-9 сентября 2011, Комментатор панели «Изменится ли роль рейтинговых агентств в результате кризиса?»
- Международная студенческая научно-практическая конференция "Перспективы интеграции Южно-Кавказского региона в Европейское пространство XX века "/ / Кавказский университет, Тбилиси, Грузия, май, 2012, Соорганизатор
- Годичные (ежегодные) научные конференции Российско-Армянского (Славянского) университета, декабрь 2006—2016 гг., Ереван, Организатор, модератор и участник по секции «Экономика»
- Евразийский экономический (ежегодный) форум молодёжи, май-июнь 2010—2013 гг., Екатеринбург, РФ, Соорганизатор
- Астанинский (ежегодный) экономический форум, май-июнь 2008—2014 гг., Астана, Казахстан, Участник
- Гайдаровские чтения «Россия и Армения: уроки реформ», 18-19 апреля 2013 г., Ереван, Армения, Соорганизатор, участник
- Годичная конференция CEEMAN, сентябрь 2011 г., Тбилиси, Грузия, Участник
- Аспирантский форум, посвященный 10-летию аспирантуры РАУ «Современная наука: тенденции развития, проблемы и перспективы», 23-25 сентября 2013 г, РАУ, г. Ереван, Соорганизатор
- Международная научно-практическая конференция «Современные проблемы инновационной экономики в развивающихся странах», 17-18 октября 2013 г, РАУ, г. Ереван, Организатор и участник
- Круглый стол «Актуальные проблемы обеспечения евразийской безопасности», 11 июня 2014 г., Ереван-Екатеринбург-Москва, Участник и соорганизатор
- Международная годичная конференция Армянской Экономической Ассоциации (АЭА), 20-23 июня 2014 г., г. Ереван, Соорганизатор
- Международная научная конференция «Современные проблемы развития науки и образования», 13-15 октября 2014 г., г. Ереван, Участник и соорганизатор
- III Международный форум финансового университета при Правительстве РФ «Ловушка „Новой нормальности“», 22-24 ноября 2016 г., г. Москва, Спикер
- XXVI Международный Финансовый Конгресс «Финансы для развития», 12-14 июля 2017 г., г. Санкт-Петрбург, Участник
- Международная дискуссионная школа GAIDPARK-Армения 2017 «25 лет после СССР. Опыт становления новых государств»/ Фонд Егора Гайдара и РАУ (участники: РФ, Армения, Казахстан, Грузия, Белоруссия, Украина), 23-31 июля 2017 г., г. Дилижан, Соорганизатор
- Институт Стратегической политики решений глобальных проблем им. Бориса Минца Факультета социальных наук Гершона Гордона при Тель-Авивском университете. Международный симпозиум «Малые переходные экономики: локальные ответы глобальным проблемам», Тбилиси-Ереван, 11-15 сентября 2017 г., Спикер и участник
- Международная научно-практическая конференция «Форсайт образования: территория сетевого взаимодействия Евразийского экономического союза» (Организаторы: Евразийская экономическая комиссия; Финансово-банковская ассоциация ЕвроАзиатского Сотрудничества; Совет по профессиональным квалификациям финансового рынка; Финансовый университет при Правительстве Российской Федерации; Санкт-Петербургский государственный экономический университет; Международная Ассоциация организаций финансово-экономического образования; Российско-Армянский университет), Ереван, 5 октября 2017 г., Соорганизатор
- Международная дискуссионная школа GAIDPARK-Армения 2018 «От старого к новому и обратно. Как наше прошлое формирует настоящее и проектирует будущее»/ Фонд Егора Гайдара и РАУ (участники: РФ, Армения, Казахстан, Белоруссия, Украина, Киргизия, Таджикистан), 08-15 июля 2018 г., г. Дилижан, Соорганизатор и спикер
- Международная научно-практическая конференция «Внутренний контроль в финансовых учреждениях в контексте новой нормативно-правовой базы и технологических вызовов» / Академия экономических исследований Молдовы (ASEM), Национальный институт внутреннего контроля — Румыния (INCIR), Европейский фонд для Юго-Восточной Европы (EFSE), Кишинев, Республика Молдова, 22-23 марта 2019 г., Участник
- Международный вебинар «Проблемы формирования экономической политики Армении в период и после COVID-19», 28 апреля 2020 г., Armenia2041.org, Соорганизатор и спикер
- Международная научно-практическая конференция «Форсайт-сессия ЕАЭС»/ Институт народнохозяйственного прогнозирования РАН (участники: РФ, Армения, Казахстан, Белоруссия, Киргизия), 13.05.2021 г., Соорганизатор и участник
- Геополитическая сессия "Армения и Россия: «императив новой стратегии»/Российско-Армянский университет, ИМЭМО РАН РФ им. Е. М. Примакова, МГИМО МИД РФ, Ереван, 15 октября 2021 г., Соорганизатор и спикер
- Восьмой Российско-Армянский межрегиональный форум/ Министерство экономического развития РФ, Министерство территориального управления и инфраструктур РА, Ереван, 18-19 октября 2021 г., Спикер
- КРУГЛЫЙ СТОЛ «Проблемы макроэкономического регулирования в период пандемии»/ Российско-Армянский университет, Институт экономики РАН РФ, Институт народнохозяйственного прогнозирования РАН РФ, Финансовый университет при Правительстве РФ, Ереван, 29 октября 2021 г., Соорганизатор, модератор и спикер
- Международный круглый стол «Развитие интеграции в рамках Евразийского экономического союза для граждан государств-членов»/ Российско-Армянский университет, Евразийская экономическая комиссия с участием представителей из стран ЕАЭС, Ереван, 17 ноября 2021 г., Соорганизатор и спикер
- Международная научная конференция «Итоги 30 лет трансформации экономик постсоветских государств: основные тренды и перспективы развития»/ Институт экономики РАН, 23 декабря 2021 года, Москва, РФ, спикер
- VIII Международная научно-практическая конференция, Мартовские чтения памяти Д. Е. Сорокина «Политическая экономия в эпоху структурно-системного перехода: история и логика процесса»/ Финансовый университет при Правительстве РФ, 4 марта 2022 года, Москва, РФ, спикер, член программного комитета конференции
- Круглый стол «Экономическая и технологическая модернизация России: уроки истории и современные вызовы»/ Институт экономики РАН, Москва, РФ, 15 марта 2022 г., спикер
- Международная научная конференция «Экономика России и Армении в условиях новой реальности: вызовы и перспективы»/ Российско-Армянский университет, Институт экономики РАН, Институт народнохозяйственного прогнозирования РАН, Отделение общественных наук РАН, Российская академия народного хозяйства и государственной службы при Президенте РФ (РАНХиГС), Ереван, 29 апреля, 2022 г., спикер, соорганизатор
- Научный семинар «Реализация налогово-бюджетной и отраслевой политик по преодолению экономического кризиса и обеспечению стабильного экономического роста в Республике Армения», РАУ, 20 мая 2022 года, Ереван, организатор, спикер
- VII Международный форум "Ловушка новой «ненормальности», Круглый стол «Финансовые рынки и денежно-кредитная политика в период санкций» / Финансовый университет при Правительстве РФ, Москва, 25 мая 2022 г., спикер
- Международная научная конференция (V Ефимовские чтения) «Россия и мир в условиях глобальной турбулентности и парадигмы будущего»/ Всероссийская академия внешней торговли, Москва, 17-19 октября 2022 г., спикер
- VII Международный форум Финансового университета «Экономические бои без правил»/ Финансовый университет при Правительстве РФ, Москва, 22-23 ноября 2022 г., спикер
- VIII Международная научная конференция «Институциональная трансформация экономики: правила эффективной политики»/ Новосибирский государственный университет экономики и управления «НИНХ»/ ВОСТОЧНАЯ КОНФЕРЕНЦИЯ ITE - 2023, Новосибирск, 25-30 сентября 2023 г., спикер
- LXVII сессия Российско-Французского семинара (Séminaire Franco-Russe Session LXVII)/ Институт народнохозяйственного прогнозирования РАН (ИНП РАН), Centre d’Études des Modes d’Industrialisation (CEMI-CR451): «Российско-французский семинар по денежно-финансовым проблемам современной экономики», Москва, 01-03 июля 2024 г., спикер
- Международная научная конференция «Углубление финансовой интеграции в ЕАЭС», РАУ, Ереван, 30 апреля 2024 г., организатор, спикер
- Съезд «Образование в меняющемся мире: влияние глобальных реалий на развитие образования государств – участников содружества независимых государств», 3-4 октября 2024 г., Ереван, организатор
- Международная научно-практическая дискуссионная площадка “Устойчивый и долгосрочный экономический рост развивающихся стран в условиях новой геополитической реальности", РАУ, Ереван, 07 октября 2024 г., организатор, спикер
- Международный научный семинар "Изменение потенциала экономики Армении после 2020-2023 гг.", РАУ, Ереван, 15 октября 2024 г., организатор, спикер "Российско-армянский медиафорум: взгляд молодёжи", РАУ, Ереван, 24-26 октября 2024 г., организатор
- Международная научно-практическая конференция "Трансформация теории и практики управления в XXI веке", РАУ, Ереван, 30-31 октября 2024 г., организатор
- XI Международная научно-практическая конференция "Интеллектуальная инженерная экономика и индустрия 5.0" (INPROM), круглый стол «Цифровая трансформация экономики Армении: тренды последних лет», Ереван, 1-2 ноября 2024 г., организатор, спикер
- Научно-образовательная сессия "Гуманитарное сотрудничество России и Армении: направления и перспективы развития" при поддержке Министерства науки и высшего образования РФ, РАУ, Ереван, 6 ноября 2024 г., организатор
- Научная конференция "Армения в ЕАЭС", РАУ, Ереван, 12 ноября 2024 г., организатор, спикер

## Научно-педагогическая и законотворческая деятельность
- Автор 289 опубликованных научных трудов, учебников, учебно-методических пособий общим объёмом свыше 417 п. л., а также свыше 60 газетных публикаций.
- Участвовал в разработке большинства законов и нормативно-правовых актов в сфере банковского и налогового законодательства Республики Армения; автор действующей в Республике Армения в 1994—2003 г.г. концепции банковского регулирования и надзора.
- Общий вузовский педагогический стаж: с 1983 г. — 32 года; научный руководитель 5 аспирантов и 2 докторантов. Под своим научным руководством подготовил 34 кандидатов экономических наук и 1 доктора экономических наук.

## Награды
- 1 марта 2003 г. награждён Золотой медалью, Государственный инженерный университет Армении, Ереван
- 27 ноября 2008 г. Академическое звание «Почетный профессор» Ассоциации «Евразийский экономический клуб ученых», Астана
- 10 марта 2009 г., Победитель (лауреат Премии) Конкурса на лучший доклад Интернет-форума на тему: «Экономическая безопасность Евразии в системе глобальных рисков» в номинации «Мировой финансовый кризис: причины и способы минимизации последствий. Антикризисные рекомендации для стран G-20», Ассоциация «Евразийский экономический клуб ученых», Астана
- 12 августа 2010 г., Награждён высшей наградой Министерства образования и науки РА (Золотой медалью) за многолетнюю научно-педагогическую деятельность и выдающиеся заслуги в области образования и науки, Министерство образования и науки Республики Армения, Ереван
- 4 июня 2011 г., Золотая медаль, Российско-Армянский (Славянский) университет, Ереван
- 28 октября 2011 г. Академическое звание «Почетный профессор» Уральского государственного экономического университета (УрГЭУ), Екатеринбург
- 29 марта 2013 г., Премия имени Академика С. А. Ситаряна, Российско-Армянский (Славянский) университет, Ереван
- 22 мая 2013 г., Авторская группа молодых ученых под научным руководством Э. М. Сандояна признана лауреатом Молодёжного Гранта Астанинского клуба Лауреатов Нобелевской премии, Астанинский клуб Лауреатов Нобелевской премии, Астана-Екатеринбург
- 26 июня 2013 г., Победитель конкурса «Результативный научный работник-2013» по секции «Общественные науки» (Top 100), Госкомнауки Министерства образования и науки РА, Ереван
- 13 августа 2013 г., Награждён медалью «Драстамат Канаян», Министерство обороны Республики Армения
- 15 ноября 2013 г. Награждён юбилейной медалью, Бюро по координации борьбы с организованной преступностью и иными опасными видами преступлений на территории государств-участников СНГ
- 01 декабря 2014 г., Награждён медалью Мовсеса Хоренаци, Указ Президента Республики Армения (N ՆՀ — 601 — Ա)
- 12 февраля 2015 г. Победитель конкурса «Результативный научный работник-2014» по секции «Общественные науки» (Top 100), Госкомнауки Министерства образования и науки РА, Ереван
- 24 сентября 2016 г. Победитель конкурса «Результативный научный работник-2016» по секции «Общественные науки» (Top 100), Госкомнауки Министерства образования и науки РА, Ереван
- 20 октября 2017г. Академическое звание «Почетный профессор» Университета Месроп Маштоц, Степанакерт
- 07 июня 2018 г. Победитель конкурса «Результативный научный работник-2018» по секции «Общественные науки» (Top 100), Госкомнауки Министерства образования и науки РА, Ереван
- 06 марта 2020 г. Победитель конкурса «Результативный научный работник-2019» по секции «Общественные науки» (Top 100), Комитета по науке Министерства образования, науки, культуры и спорта РА, Ереван
- 02 августа 2022 г. Действительный член (Академик), член Президиума, Академия педагогических и психологических наук Армении, Ереван
- 09 сентября 2022 г. Благодарность за значительный вклад в развитие сферы образования, добросовестный труд, а также в связи с празднованием 25-летия со дня основания Российско-Армянского (Славянского) университета, Министерство науки и высшего образования РФ, Москва
- 05 февраля 2024 г.  Знак отличия «За заслуги», Санкт-Петербургский политехнический университет Петра Великого

## Стажировки
- Июнь, 2016 — Сертификат о краткосрочном повышении квалификации на тему «Трансформация Евроменеджмента». Лектор: Декан факультета «Высшая школа корпоративного управления» Российской Академии народного хозяйства и государственной службы при Президенте РФ, д.э.н., профессор Сергей Календжян
- Май, 2016 — Сертификат об окончании серий семинаров в области инновационного развития, окружающей среды, человеческого капитала, международной политики и управления. Лектор: Президент Ассоциации Центров Исследования Переходного Периода (Рим, Италия), Член ассоциации аналитического центра «Новый Шелковый путь», профессор Джиорджио Доминезе
- Май, 2016 — Сертификат о краткосрочном повышении квалификации на тему"Экономическая теория, экономическая реальность и экономическая политика" Лектор: Научный руководитель ФГБОУ ВПО «Финансовый Университет при Правительстве РФ», д. э. н., проф., чл. — корр. РАН Дмитрий Сорокин
- 1995—1997 — Федеральный Резервный Банк, Кливленда, Огайо,США
- Банк Англии, Лондон
- Банк Франции, Париж
- Национальный банк Нидерландов, Амстердам
- 1983—1984 — Институт Экономики и планирования Госплана РФ, Москва